# Sandra Cavalcanti
Sandra Cavalcanti, född 30 augusti 1925 i Belém, Brasilien, död 11 mars 2022 Rio de Janeiro, Brasilien var en brasiliansk politiker.
Hon var socialminister 1962. 
Hon var sitt lands första kvinnliga minister.